# Ристонкија (Арецо)
Ристонкија је насеље у Италији у округу Арецо, региону Тоскана.
Према процени из 2011. у насељу је живело 5 становника. Насеље се налази на надморској висини од 484 м.